# Central de Autobuses de Puerto Escondido
La Central de Autobuses de Puerto Escondido, más conocido como Terminal Municipal de Puerto Escondido, es una de las terminales más importante cuenta con los servicios de primera clase, del tipo ejecutivo, de lujo, y de económico es una ciudad y puerto de México por donde pertenecen a Grupo IAMSA, y Autobuses Altamar/Costeños. 

## Ubicación
Se encuentra ubicado en Av.Oaxaca s/n esquina con 4.ª Poniente por la zona del Aeropuerto de Puerto Escondido, entre Av.Carlos Salinas y Tangolunda.

## Especificaciones de la Terminal
- Número de andenes:12
- Espacios de aparcamiento de autobuses:
- Superficie total de la terminal:
- Servicio de Estacionamiento: Superficial
- Número de taquillas:
- Número de locales comerciales:
- Salas de espera:1

## Destinos
| Líneas de Autobuses        | Destinos |
| -------------------------- | --- |
| ETN Turistar Lujo          | Cd. de México Norte, Cd. de México Sur (Taxqueña), Huatulco, Pinotepa Nacional, Pochutla, Santa Rosa de Lima. |
| Autobuses Altamar/Costeños | Acapulco Centro, Acapulco Ejido, Chilpancingo, Cd. de México Norte, Cd. de México Sur (Taxqueña), Copala, Cruz Grande, Cuajinicuilapa, El Cayaco, Huatulco, Huaxpaltepec, Jamiltepec, Juchitán, Las Cruces Costa Chica, Las Vigas, Marquelia, Pinotepa Nacional, Pochutla, Río Grande, Salina Cruz, San José del Progreso, San Juan de los Llanos, San Marcos, Santa Rosa de Lima. |

## Transporte público de pasajeros
- Servicios de taxi